# Víctor Arteaga González
Víctor Arteaga González (San Clemente, Conca, Espanya, 7 de juliol de 1992) és un jugador espanyol de bàsquet. Juga de pivot i el seu actual equip és el Club Bàsquet Menorca de la Lliga LEB Or d'Espanya.

## Trajectòria
Víctor Arteaga s'ha format en la pedrera de categories inferiors del Reial Madrid, on va ingressar en 2003.
La temporada 2010-2011 va jugar amb el primer equip en l'Eurolliga enfront del Spirou belga
Al febrer de 2012 arriba un acord amb el Reial Madrid per a fer el pas a l'ACB i signar com cedit fins al final de la temporada 2011/12 amb el CB Valladolid.
En la temporada 2012/2013 realitza uns bons números en l'Adecco Plata amb el CEDEIXI Guadalajara, també en qualitat de cedit pel club madrileny. En 26 partits disputats va jugar una mitjana de 26 minuts en els quals ha aconseguit 10,5 punts, 7 rebots, 2 taps i un total de 13,4 punts de valoració per trobada.
El jugador signatura amb el UCAM Murcia per tres temporades a l'estiu de 2013. Però el jugador és cedit al Força Lleida on acaba la temporada quedant-se a les portes d'entrar en el Playoff, però Arteaga va aconseguir 2 MVPs de la setmana i estar tres jornades en el quintet ideal, amb una mitjana de 10,8 punts, 5,8 rebots i 14,6 de valoració per partit, a més d'aconseguir el màxim nombre de taps de la competició (51).
A l'abril de 2014 s'incorpora al UCAM Murcia procedent del Força Lleida on ha estat cedit tota la temporada regular en l'Adecco Or.
L'any 2016 fitxa pel CB Estudiants de la Lliga Endesa, en el qual jugaria durant 5 temporades.
A l'agost de 2021, s'incorpora al Club Bàsquet Breogán de la Lliga Endesa, per a reforçar la pretemporada.
El 9 de setembre de 2021, signatura pel Morabanc Andorra de la Lliga Endesa, per dos mesos. El 8 de novembre de 2021, renovaria el seu contracte fins al final de la temporada.
El 28 de juliol de 2022 es confirma el seu retorn al Club Bàsquet Breogán.
L'1 d'agost de 2023, signatura pel Club Bàsquet Menorca de la Lliga LEB Or d'Espanya.

## Internacional
El jugador és internacional per Espanya, havent jugat la fase de classificació per al Mundial de l'any 2019.